# 30 Seconds to Mars (альбом)
30 Seconds to Mars — дебютный студийный альбом группы Thirty Seconds to Mars, выпущен 27 августа 2002 года на лейбле Immortal.

## Создание и развитие
23 мая 2001 года Thirty Seconds to Mars объявили о своём сотрудничестве с Бобом Эзрином и совместной работой над дебютным альбомом под рабочим названием Welcome to the Universe. Написав более пятидесяти песен и впоследствии отсеяв большинство и оставив только десять, музыканты приехали в Вайоминг, чтобы записать альбом. Там они арендовали пустой склад размером 15 000 акров и начали запись.
Названия некоторых песен несколько раз изменялись, и их демоверсии отличаются от тех, что вошли в альбом. «Fallen» ранее называлась «Jupiter», «Oblivion» была названа «Reckoning», а «Year Zero» носила название «Hero». Группа также записала несколько треков, таких, как «Valhalla» и «Occam’s Razor», которые в начале 1999 года были выпущены в демоверсиях, и «Phase 1: Fortification», выпущенный на рекламном сингле «Capricorn (A Brand New Name)» в Великобритании. Песня «Revolution» не была включена в альбом, так как её содержание могло быть неправильно истолковано; музыканты решили не включать эту песню в альбом в свете событий 11 сентября 2001 года. «Anarchy in Tokyo» была включена в альбом в качестве бонус-трека в японском издании. Текст скрытого трека «The Struggle» был взят из «Искусства войны» Сунь-цзы.

## Музыкальный стиль и тематика

Глифы

Логотип группы

Хотя некоторое влияние на музыкантов оказал роман «Дюна» (одна из любимых книг группы), космические темы являются метафорами и ссылаются на реальную жизнь. Джаред Лето объяснил: «Всё в этом альбоме о реальном человеческом опыте. Это является для нас самым вдохновляющим источником для человеческой борьбы. Это очень личный альбом, в нём иногда используются элементы мистики или концептуальные идеи, чтобы показать реальность личной ситуации». На музыкантов оказали влияние такие исполнители, как Pink Floyd, The Cure, Björk, Rush, Depeche Mode, The Who; по словам Шеннона Лето, «это были, в основном, концептуальные группы; группы, у которых была глубина; группы, которые были динамичны». Карин Ловаши, описывавшая значения песен, сказала: «Большинство интересуют вещи не от мира сего и их отношения к субкультурам. Поэт Джаред позволяет слушателям делать свои собственные выводы к значениям песен. Это делает музыку по-настоящему личной, а все образы, которые возникают в воображении от звука и слов, могут быть интерпретированы каждым согласно его внутреннему языку».
Логотип группы, Феникс, который группа назвала Митра, несёт фразу «Provehito in Altum», девиз группы. В приблизительном переводе с латинского это значит «Продвижение вглубь, поднятие вверх, стремление к неизведанному». Птица Феникс — персонаж египетской мифологии, согласно мифам, обитающая в пустыне. Она живёт около 500 лет, а затем сама себя сжигает, позже возрождаясь из пепла. Стрела — визуальное представление «Provehito in Altum», прогрессивный скачок. Кроме того, стрелка, возможно, несёт в себе смысл руны Тейваз (позднее скандинавское имя — Тюр (Tyr), британское — Тюр (Tir), готское — Тив (Teiws)), руны Воина, посвящённой Тюру (Тиву), богу войны. Полагают, что глифы имеют два значения. Первое значение в том, что они являются графическим изображением названия группы: первый глиф — две переплетающиеся тройки — Thirty (₪), второй глиф — символика наручных часов — Seconds (ø), третий глиф — две полоски фона, образуемые тремя полосками (от англ. 2 = «two» = «to») — to (lll), четвёртый глиф символизирует Марс с его спутниками Фобосом и Деймосом — Mars (·o.). Второе значение состоит в том, что каждый глиф символизирует одну из планет земной группы. Первый глиф состоит из двух взаимосвязанных «М» и символизирует Меркурий, второй глиф словно вращается против часовой стрелки, точно так же, как это делает Венера, третий — римская цифра 3, символизирует Землю, третью по счёту планету от Солнца, последний глиф — символ Марса с его двумя спутниками.

## Художественные работы
После терактов 11 сентября Thirty Seconds to Mars были уведомлены лейблом о том, что все художественные работы в производстве для альбома были прекращены из-за графического содержания изображений. Планировалось выпустить 10 000 плакатов, на которых был изображён истребитель, взрывающийся в воздухе, и пилот, благополучно спасающийся. Музыканты согласились с тем, что изображения в данной ситуации неуместны и сказали, что они никогда не рассматривали художественные работы как изображения насилия. 29 июля 2002 года Thirty Seconds to Mars объявили о новой обложке для альбома. Все фотографии для новой обложки сделал Шеннон Лето.

## Релиз
Несмотря на то, что дата релиза альбома постоянно изменялась, альбом был выпущен в США 27 августа, в Канаде 24 сентября, а в Великобритании 30 сентября. Компакт-диск содержит CD-Extra, записанный в Little Lion Studios: flash-видео для «Capricorn» режиссёра Лоутона Аутлоу, созданное и произведённое Black Dragon, и съёмки за кулисами, под редакцией Ari Sandel. В японский релиз вошёл трек «Anarchy in Tokyo» в качестве бонус-трека. Через пять лет после своего первого выпуска 30 Seconds to Mars был выпущен в Австралии 7 апреля и в Новой Зеландии 7 августа 2007 года. 2 декабря 2009 года альбом был переиздан лимитированным тиражом в Японии.
Группа выбрала «Capricorn (A Brand New Name)» в качестве первого сингла с альбома. Песня вошла в Billboard Hot Mainstream Rock Tracks под номером 40 7 сентября и достигла высшей позиции (31 место) 5 октября 2002 года. Песня также оказалась на первом месте в Heatseekers Songs чарте. После его выпуска Thirty Seconds to Mars оказались в Billboard 200 под номером 107, и оставались четыре недели в чарте. Альбом также дебютировал в Top Heatseekers под номером один, оставаясь три недели на вершине и девять недель в чарте. 5 октября 2002 года 30 Seconds to Mars достигло 142 места в Syndicat National de l’Édition Phonographique. Начиная с 18 июня 2007 года альбом поднялся 12 место в AIR Charts. Он вернулся в чарт в 2010 году после выхода This Is War. Альбом был продан тиражом более 121 000 копий в одних только Соединённых Штатах. В начале 2002 года был выпущен промосингл «Songs from 30 Seconds to Mars», который включала «Capricorn (A Brand New Name)» и «End of the Beginning». Второй сингл, «Edge of the Earth», был выпущен 27 января 2003 года. 11 января 2010 года песня «Fallen» достигла номера шесть в Twitter-еженедельнике MusicMonday.

## Тур
В поддержку альбома Thirty Seconds to Mars отыграли несколько концертов в Северной Америке. Впервые на телевидении они появились в шоу Last Call with Carson Daly 18 ноября, которое транслировалось 27 ноября 2002 года. Группа также выступила на The Tonight Show with Jay Leno и The Late Late Show вместе с Томо Милишевичем. 30 января 2002 года Thirty Seconds to Mars начали промотур, выступая в Северной Америке и в Англии на концерте в Barfly в Лондоне. Даже прежде чем альбом был выпущен, Puddle of Mudd пригласили Thirty Seconds to Mars открыть шестинедельный тур для них в весной 2002 года, хотя они были совершенно неизвестны, и никто ещё не слышал их музыки на радио. В июле группа отправилась в тур с Incubus по Северной Америке, а месяцем позже Thirty Seconds to Mars начали Club Tour. В октябре группа отправилась с I Mother Earth, Billy Talent и Pepper Sands на MTV Campus Inviasion отыграли десять концертов в Канаде. После трёх концертов в поддержку Our Lady Peace Thirty Seconds to Mars открыли тур Sevendust Animosity. В 2003 году группа отправилась в тур с Chevelle, Trust Company, Pacifier, Fingertight и отыграли тринадцать шоу Lollapalooza. В 2004 году Thirty Seconds to Mars сыграли три концерта. 21 февраля группа отыграла концерт в Roxy в Лос-Анджелесе, где они исполнили «Where the Streets Have No Name» с Майком Эинзигером. Выступления группы получали положительные отзывы от критиков.

## Список композиций
Слова и музыка всех песен — Джаред Лето, кроме «The Struggle».
| №   | Название                                                  | Автор(ы)                 | Длительность |
| --- | --------------------------------------------------------- | ------------------------ | ------------ |
| 1.  | «Capricorn (A Brand New Name)»                            |                          | 3:53         |
| 2.  | «Edge of the Earth»                                       |                          | 4:36         |
| 3.  | «Fallen»                                                  |                          | 4:57         |
| 4.  | «Oblivion»                                                |                          | 3:27         |
| 5.  | «Buddha for Mary»                                         |                          | 5:43         |
| 6.  | «Echelon»                                                 |                          | 5:47         |
| 7.  | «Welcome to the Universe»                                 |                          | 2:38         |
| 8.  | «The Mission»                                             |                          | 4:02         |
| 9.  | «End of the Beginning»                                    |                          | 4:37         |
| 10. | «93 Million Miles»                                        |                          | 5:17         |
| 11. | «Year Zero (включает в себя скрытый трек "The Struggle")» |                          | 7:54         |
| 12. | Без названия                                              | Джаред Лето, Шеннон Лето |              |

| №   | Название                      | Длительность |
| --- | ----------------------------- | ------------ |
| 12. | «Anarchy in Tokyo»            | 7:25         |
| 13. | «The Struggle (скрытый трек)» | 2:57         |

## История издания
| Регион         | Дата             | Лейбл                 | Формат               |
| -------------- | ---------------- | --------------------- | -------------------- |
| США            | 27 августа 2002  | Immortal, Virgin      | CD, digital download |
| Канада         | 24 сентября 2002 | Immortal, Virgin      | CD, digital download |
| Япония         | 26 сентября 2002 | Immortal, Virgin      | CD, digital download |
| Нидерланды     | 26 сентября 2002 | EMI                   | CD, digital download |
| Германия       | 27 сентября 2002 | Immortal              | CD, digital download |
| Италия         | 27 сентября 2002 | Immortal, Virgin      | CD, digital download |
| Австрия        | 30 сентября 2002 | Immortal, Virgin      | CD, digital download |
| Великобритания | 30 сентября 2002 | Immortal, Virgin      | CD, digital download |
| Тайвань        | 1 ноября 2002    | Virgin                | CD, digital download |
| Австралия      | 7 апреля 2007    | Immortal, Virgin, EMI | CD, digital download |
| Новая Зеландия | 7 августа 2007   | Virgin                | CD, digital download |
| Япония         | 2 декабря 2009   | EMI Music Japan       | CD (limited edition) |

## Участники записи

### Группа
- Джаред Лето — соло-гитара, вокал на всех треках, кроме «The Struggle», бас-гитара на всех треках, кроме «Echelon» и «The Struggle», синтезатор на всех треках, кроме «Welcome to the Universe», музыкальное программирование на «Capricorn (A Brand New Name)», «Edge of the Earth», «Oblivion», «Echelon», «The Mission» и «End of the Beginning»
- Шеннон Лето — ударные на всех треках, гитара и вокал на «The Struggle»
- Солон Бикслер— гитара на «Oblivion», дополнительная гитара на «Edge of the Earth», «End of the Beginning», «93 Million Miles» и «Year Zero», бас-гитара на «Echelon», дополнительный синтезатор на «93 Million Miles»

### Другие музыканты «Echelon»
- Renn Hawkey — дополнительный синтезатор на «Capricorn (A Brand New Name)»
- Мэйнард Джеймс Кинан — фоновый вокал на «Fallen»
- Дэнни Лонер — программирование на «Fallen»
- Джо Бишара — дополнительное программирование «Oblivion»
- Джеффри Джагер — дополнительная бас-гитара на «Buddha for Mary», «93 Million Miles» и «End of the Beginning»
- Брайан Вирту — синтезатор на «Echelon»
- Элайджа Блу Оллман — дополнительные бас-гитара и гитара на «Welcome to the Universe»
- Боб Эзрин — фортепиано на «The Mission»

### Производство
- Продюсирование — Боб Эрзин, Брайан Вирту и Thirty Seconds to Mars
- Запись — Бен Гросс
- Звукорежиссёр — Брайан Вирту
- Мастеринг — Том Бэйкер, Precision Mastering
- Фотография — Шеннон Лето
- Дополнительная фотография — Кэн Склес
- Креативный директор — Мэри Фэгот
- Дизайн — Эрик Роинстэд
- Арт-дирекция, концепция — Thirty Seconds to Mars
- Менеджмент — Артур Спивак Спивак/Sobol Entertainment

## Позиции в чартах
| Чарт (2002)                  | Место |
| ---------------------------- | ----- |
| French Albums Chart          | 142   |
| US Billboard 200             | 107   |
| US Billboard Top Heatseekers | 1     |
| Чарт (2007)                  | Место |
| Australian Albums Chart      | 89    |
| Australian Rock Albums Chart | 12    |
| Чарт (2008)                  | Место |
| UK Albums Chart              | 136   |
| UK Rock Chart                | 2     |
| Чарт (2011)                  | Место |
| Greek Albums Chart           | 41    |

| Single                         | Чарт                                | Позиция |
| ------------------------------ | ----------------------------------- | ------- |
| «Capricorn (A Brand New Name)» | US Billboard Mainstream Rock Tracks | 31      |

## Сертификации
| Регион                                                       | Сертификация | Продажи |
| ------------------------------------------------------------ | ------------ | ------- |
| Великобритания (BPI)                                         | Серебряный   | 60 000* |
| * Данные о продажах приведены только на основе сертификации. |              |         |